# Deyda Hydara
Deyda Hydara   (Barra, the Gambia, 9 de juny de 1946 - Kanifing District, 16 de desembre de 2004) va ser un periodista gambià, cofundador i editor en cap de The Point, un important diari independent de Gàmbia. També va ser corresponsal tant de l'Agence France-Presse com de Reporters Sense Fronteres durant més de 30 anys. Hydara també va treballar com a presentador a Radio Syd durant els seus primers anys com a periodista independent.

## Biografia
El 16 de desembre de 1991 Hydara va cofundar The Point juntament amb Pap Saine i Babucarr Gaye; Saine i Hydara eren amics des de la infància. Gaye va dimitir quatre mesos després i Hydara i Saine van dirigir el diari junts durant la dècada següent.
Hydara era un defensor de la llibertat de premsa i un crític ferm del govern de l'aleshores president Yahya Jammeh. El 14 de desembre de 2004, Gàmbia va aprovar dues noves lleis de mitjans de comunicació: una establia penes de presó per difamació i sedició, i l'altra obligava als propietaris de diaris a comprar costoses llicències d'explotació i a convertir les seves seus en valors mobiliaris. Hydara va anunciar la seva intenció de desafiar aquestes lleis, però el 16 de desembre va ser assassinat per un pistoler a Banjul mentre tornava a casa des de la feina. Dos dels seus acompanyants també van resultar ferits. Al llarg dels anys, el govern de Gàmbia va ser objectiu de nombroses crítiques per la seva inoperància alhora de dur a terme una investigació sobre el crim i també per intimidar les veus crítiques. La família d'Hydara va presentar una demanda contra el govern per negligència, i un tribunal de la Comunitat Econòmica dels Estats de l'Àfrica Occidental va pronunciar-se a favor de la família el 2014, atorgant-li 60.000 dòlars en danys i costes legals, malgrat que el govern encara no ha complert la sentència. El despatx d'advocats nigerià, Aluko & Oyebode, va representar la família de Deyda Hydara i l'Oficina Regional d'Àfrica de la Federació Internacional de Periodistes (FIP-Àfrica) en la demanda contra el govern de Gàmbia.
El 2009, el govern gambià va fer arrestar sis periodistes: Pap Saine, Ebrima Sawaneh, Sarata Jabbi-Dibba i Pa Modou Faal de The Point, Sam Saar, i Emil Touray de Foroyaa. Nombroses ONG de drets humans van protestar contra les detencions i van demanar que es retiressin els càrrecs contra els periodistes. Amnistia Internacional va designar als sis presos de consciència i va exigir el seu alliberament immediat. El Comitè per a la Protecció dels Periodistes també va fer campanya per l'alliberament de Saine, com ho van fer l'Organització Mundial contra la Tortura, la Federació Internacional pels Drets Humans, el PEN Internacional, el PEN American Center i Front Line Defenders. El 7 d'agost de 2009, els sis van ser condemnats a dos anys de presó, així com a una multa de 250.000 dalasis cadascun. Tanmateix, Jammeh els va indultar al setembre, després d'una campanya de «pressions nacionals i internacionals». Els indults es van emetre coincidint amb el Ramadà.
El seu assassinat continua sense resoldre's, tot i que el maig de 2017, després que Adama Barrow substituís Yahya Jammeh com a president de Gàmbia, es van emetre ordres de detenció per a dos oficials de l'exèrcit com a principals sospitosos. El tinent Malick Jatta, davant la Comissió de Veritat, Reconciliació i Reparacions en una audiència pública a Banjul el 22 de juliol de 2019, va declarar que Hydara va ser assassinat per ordre de Jammeh.
A Deyda Hydara li van sobreviure la seva dona i els seus cinc fills. Va ser guardonat pòstumament amb el PEN/Barbara Goldsmith Freedom to Write Award el 2005, i el 2010 va guanyar el Hero of African Journalism Award de The African Editors' Forum, compartit amb el periodista desaparegut Ebrima Manneh.